# Mistrzostwa Polski w Łyżwiarstwie Szybkim w Wieloboju 1990
54. Mistrzostwa Polski w łyżwiarstwie szybkim w wieloboju odbyły się w 1990 roku w Sanoku na torze Błonie. Złote medale zdobyli zostali Ewa Borkowska i Jaromir Radke.

## Kobiety
| Msc. | Zawodniczka                       | 500 m | 1500 m | 3000 m | 5000 m | Wielobój |
| 1.   | Ewa Borkowska (Olimpia Elbląg)    |       |        |        |        | 195,200  |
| 2.   | Agata Zdrojek (Marymont Warszawa) |       |        |        |        | 200,900  |
| 3.   | Aneta Rękas (Olimpia Elbląg)      |       |        |        |        | 201,093  |

## Mężczyźni
| Msc. | Zawodnik                                    | 500 m | 1500 m | 5000 m | 10 000 m | Wielobój |
| 1.   | Jaromir Radke (Pilica Tomaszów Mazowiecki)  |       |        |        |          | 177,301  |
| 2.   | Andrzej Józwik (Pilica Tomaszów Mazowiecki) |       |        |        |          | 179,020  |
| 3.   | Mariusz Maślanka (CWKS Legia Warszawa)      |       |        |        |          | 180,406  |